# Steinkuppen
Steinkuppen är en kulle i Antarktis. Den ligger i Östantarktis. Norge gör anspråk på området. Toppen på Steinkuppen är 883 meter över havet.
Terrängen runt Steinkuppen är kuperad åt nordost, men åt sydväst är den platt. Trakten är obefolkad. Det finns inga samhällen i närheten.